# Населення Острова Норфолк
Населення Острова Норфолк. Чисельність населення країни 2014 року становила 2,2 тис. осіб (231-ше місце у світі). Чисельність остров'ян незначно збільшується, природний приріст — 0,01 % (194-те місце у світі) . 

## Природний рух

### Відтворення
Дані про коефіцієнт потенційної народжуваності відсутні
Природний приріст населення в країні 2014 року становив 0,01 % (194-те місце у світі). Дані про очікувану середню тривалість життя 2015 року відсутні.

### Вікова структура
Згідно з даними офіційного перепису 2011 року вікова структура населення острова Норфолк має такий вигляд:
- діти й підлітки у віці до 15 років — 16 % населення;
- дорослі у віці 15—64 років — 54 %;
- люди похилого віку, старіші за 65 років — 24 %.

## Розселення
Густота населення країни 2015 року становила 67 осіб/км² (145-те місце у світі).

## Расово-етнічний склад
| Етнічний склад (2011 рік) | Етнічний склад (2011 рік) | Етнічний склад (2011 рік) | Етнічний склад (2011 рік) | Етнічний склад (2011 рік) |
| ------------------------- | ------------------------- | ------------------------- | ------------------------- | ------------------------- |
| Етнос:                    |                           |                           | Відсоток:                 |                           |
| австралійці               | австралійці               |                           | 79.5%                     | 79.5%                     |
| новозеландці              | новозеландці              |                           | 13.3%                     | 13.3%                     |
| фіджійці                  | фіджійці                  |                           | 2.5%                      | 2.5%                      |
| філіппінці                | філіппінці                |                           | 1.1%                      | 1.1%                      |
| британці                  | британці                  |                           | 1%                        | 1%                        |
| інші                      | інші                      |                           | 2.7%                      | 2.7%                      |

Головні етноси країни: австралійці — 79,5 %, новозеландці — 13,3 %, фіджійці — 2,5 %, філіппінці — 1,1 %, британці — 1 %, інші — 2,7 % населення (оціночні дані за 2011 рік).

## Мови
| Мови Норфолку (2012 рік) | Мови Норфолку (2012 рік) | Мови Норфолку (2012 рік) | Мови Норфолку (2012 рік) | Мови Норфолку (2012 рік) |
| ------------------------ | ------------------------ | ------------------------ | ------------------------ | ------------------------ |
| Мова:                    |                          |                          | Відсоток:                |                          |
| англійська               | англійська               |                          | 67.6%                    | 67.6%                    |
| норфолкська              | норфолкська              |                          | 23.7%                    | 23.7%                    |
| інші                     | інші                     |                          | 8.7%                     | 8.7%                     |

Офіційні мови: англійська — володіє 67,6 % населення острова, норфолкська (Норфук), що є сумішшю англійської XVIII століття та давньої таїтянської — 23,7 % (дані на 2011 рік).

## Релігії
| Релігії Норфолку (2012 рік) | Релігії Норфолку (2012 рік) | Релігії Норфолку (2012 рік) | Релігії Норфолку (2012 рік) | Релігії Норфолку (2012 рік) |
| --------------------------- | --------------------------- | --------------------------- | --------------------------- | --------------------------- |
| Віросповідання:             |                             |                             | Відсоток:                   |                             |
| протестанти                 | протестанти                 |                             | 49.6%                       | 49.6%                       |
| католики                    | католики                    |                             | 11.7%                       | 11.7%                       |
| інші                        | інші                        |                             | 8.6%                        | 8.6%                        |
| атеїсти                     | атеїсти                     |                             | 23.5%                       | 23.5%                       |
| агностики                   | агностики                   |                             | 6.6%                        | 6.6%                        |

Головні релігії й вірування, які сповідує, і конфесії та церковні організації, до яких відносить себе населення країни: протестантизм — 49,6 % (англіканство — 31,8 %, Об'єднана церква Австралії — 10,6 %, адвентизм — 3,2 %), римо-католицтво — 11,7 %, інші — 8,6 %, не сповідують жодної — 23,5 %, не визначились — 6,6 % (станом на 2011 рік).

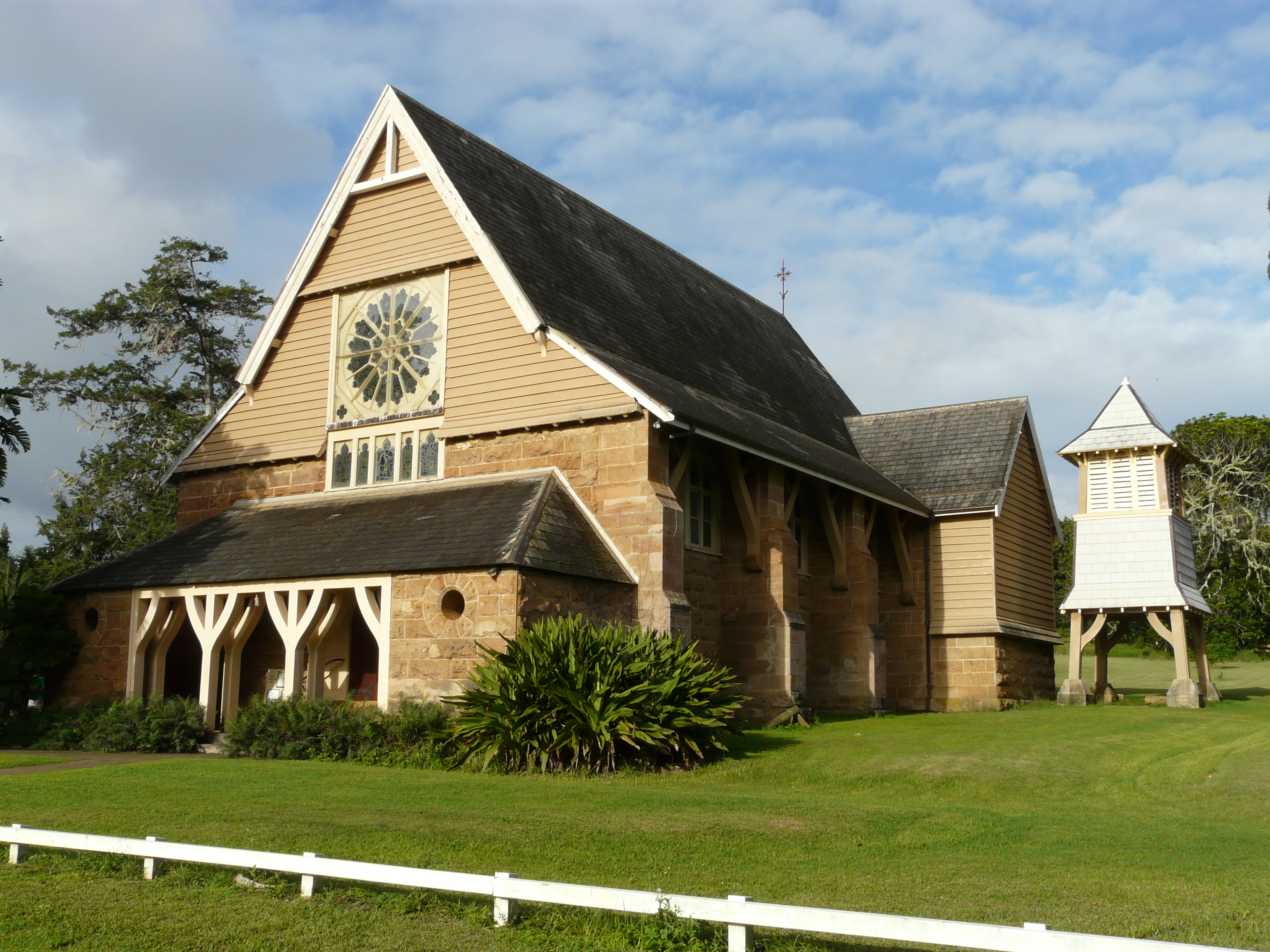
Церква Святої Варнави

## Освіта
Рівень письменності 2015 року становив 99 % дорослого населення (віком від 15 років): 99 % — серед чоловіків, 99 % — серед жінок. На острові існує єдина 12-річна середня школа. Після її закінчення багато молодих людей залишають острів для здобуття вищої освіти в Австралії, і на острів, здебільшого, не повертаються.

## Охорона здоров'я
Дані про смертність немовлят до 1 року, станом на 2015 рік, відсутні.

### Захворювання
Кількість хворих на СНІД невідома, дані про відсоток інфікованого населення в репродуктивному віці 15—49 років відсутні. Дані про кількість смертей від цієї хвороби за 2014 рік відсутні.

## Соціально-економічне становище
Дані про розподіл доходів домогосподарств в країні відсутні.
Рівень проникнення інтернет-технологій низький. Станом на липень 2015 року в країні налічувалось 765 унікальних інтернет-користувачів, що становило 34,6 % загальної кількості населення країни.

### Трудові ресурси
Загальні трудові ресурси 2006 року становили 978 осіб (230-те місце у світі). Зайнятість економічно активного населення у господарстві країни розподіляється таким чином: аграрне, лісове і рибне господарства — 6 %; промисловість і будівництво — 14 %; сфера послуг — 80 % (станом на 2006 рік).

## Гендерний стан
Згідно даних офіційного перепису 2011 року на острові проживало 1082 чоловіків (47 % загальної кількості населення) і 1220 жінок (53 %).

## Демографічні дослідження
Демографічні дослідження в країні ведуться рядом державних і наукових установ Австралії:
- Австралійське бюро статистики (англ. Australian Bureau of Statistics);
- Університет Сіднея.

### Українською
- Атлас. 10-11 клас. Економічна і соціальна географія світу / упорядники :  О. Я. Скуратович, Н. І. Чанцева. — К. : ДНВП «Картографія», 2010. — ISBN 978-966-475-639-3.
- Атлас світу / голов. ред. І. С. Руденко ; зав. ред. В. В. Радченко ; відп. ред. О. В. Вакуленко. — К. : ДНВП «Картографія», 2005. — 336 с. — ISBN 9666315467.
- Безуглий В. В. Економічна і соціальна географія зарубіжних країн : Навчальний посібник. — К. : ВЦ «Академія», 2007. — 704 с. — ISBN 978-966-580-239-6.
- Безуглий В. В., Козинець С. В. Регіональна економічна і соціальна географія світу : Навчальний посібник. — видання 2-ге, доп., перероб. — К. : ВЦ «Академія», 2007. — 688 с. — ISBN 966-580-144-9.
- Головченко В. І., Кравчук О. Країнознавство: Азія, Африка, Латинська Америка, Австралія і Океанія. — К., 2006. — 335 с. — ISBN 966-8939-04-2.
- Гудзеляк І. І. Географія населення: Навчальний посібник / І. Гудзеляк. — Л. : Видавничий центр ЛНУ імені Івана Франка, 2008. — 232 с. — ISBN 978-966-613-599-8.
- Дахно І. І. Країни світу: Енциклопедичний довідник / І. І. Дахно, С. М. Тимофієв. — К. : Мапа, 2011. — 606 с. — (Бібліотека нового українця) — ISBN 978-966-8804-23-6.
- Дахно І. І. Економічна географія зарубіжних країн : навчальний посібник. — К. : Центр учбової літератури, 2014. — 319 с. — ISBN 978-611-01-0682-5.
- Джаман В. О. Регіональні системи розселення: демографічні аспекти. — Чернівці : Рута, 2003. — 392 с. — ISBN 9665685988.
- Дорошенко Л. С. Демографія: Навчальний посібник. — К. : МАУП, 2005. — 112 с. — ISBN 966-608-442-2.
- Дубович І. А. Країнознавчий словник-довідник. — 5-те вид., перероб. і доп. — К. : Знання, 2008. — 839 с. — ISBN 978-966-346-330-8.
- Економічна і соціальна географія країн світу. Навчальний посібник / За ред. Кузика С. П. — Л. : Світ, 2002. — 672 с. — ISBN 966-603-178-7.
- Загальна медична географія світу / В. О. Шевченко [та ін.] — К. : [б.в.], 1998. — 178 с.
- Книш М. М., Мамчур О. І. Регіональна економічна і соціальна географія світу (Латинська Америка та Карибські країни, Африка, Азія, Океанія) : навч. посіб. — Л. : ЛНУ ім. Івана Франка, 2013. — 368 с. — ISBN 978-617-10-0007-0.
- Крисаченко В. С. Динаміка населення: Популяційні, етнічні та глобальні виміри. — К. : Видавництво Національного інституту стратегічних досліджень, 2005. — 368 с. — ISBN 966-554-083-1.
- Любіцева О. О., Мезенцев К. В., Павлов С. В. Географія релігій. — К. : АртЕК, 1999. — 504 с. — ISBN 966-505-006-0.
- Масляк П. О. Країнознавство. — К. : Знання, 2007. — 292 с. — (Вища освіта XXI століття)
- Масляк П. О., Дахно І. І. Економічна і соціальна географія світу / П. О. Масляк, І. І. Дахно ; за ред. П. О. Масляка. — К. : Вежа, 2003. — 280 с. — ISBN 966-7091-53-8.

### Російською
- (рос.) Австралия // Демографический энциклопедический словарь / главн. ред. Валентей Д. И. — М. : Советская энциклопедия, 1985. — 608 с.
- (рос.) Норфолк // Страны и народы. Австралия и Океания. Антарктида / Редкол. П. И. Пучков (отв. ред.) и др. — М. : «Мысль». — 301 с. — (Страны и народы) — 180 тис. прим.
- (рос.) Атлас народов мира / Отв. ред. С. И. Брук и В. С. Апенченко. — М. : ГУГК ГГК СССР и Институт этнографии им. Н. Н. Миклухо-Маклая АН СССР, 1964. — 185 с. — 20 тис. прим.
- (рос.) Численность и расселение народов мира. Этнографические очерки / под ред. С. И. Брука. — М. : Издательство АН СССР, 1962. — 487 с.
- (рос.) Лаппо Г. М. География городов: Учебное пособие для географических факультетов вузов. — М. : Туманит, изд. центр ВЛАДОС, 1997. — 476 с. — ISBN 5-691-00047-0.
- (рос.) Ягельский А. География населения. — М. : Прогресс, 1980. — 383 с.